# John Coffee
John R. Coffee (2 de junho de 1772 - 7 de julho de 1833) foi um americano dono de plantation de ascendência irlandesa, e brigadeiro-general da milícia estatal do Tennessee. Ele comandou tropas que estavam sob a liderança do general Andrew Jackson durante a Guerra Creek e durante a Batalha de Nova Orleães, na Guerra de 1812.

## Família
Nascido no Condado de Prince Edward, Virgínia, Coffee era filho de Joshua Coffee (26 de janeiro de 1745 - 8 de setembro de 1797) e Elizabeth Graves (28 de janeiro de 1742 - 13 de dezembro de 1804). Ambos eram de linhagem inglesa.
O'Coffey, O'Coffie, O'Cohey, Coffee, Cos(h)ey e Cowhiy, são formas anglicizadas do antigo gaélico O' Cobhthaigh. O prefixo gaélico "o" indica "descendente masculino de", somado ao apelido pessoal Cobhthaigh.
O ancestral imigrante de Coffee, também Joshua Coffee, foi libertado pelo Old Bailey e "desterrado" em 1730 como um trabalhador servil para a Virgínia. Trabalhou nos campos de tabaco por 14 anos, finalmente ganhando sua liberdade em 1744. Posteriormente servil como capitão da milícia colonial.

## Casamento e família
John Coffee se casou com Mary Donelson em 3 de outubro de 1809. Ela era filha do capitão John Donelson III e de Mary Purnell. Uma de suas tias paternas foi Rachel Jackson, que se casou com Andrew Jackson em 1794 como jovem viúva de Lewis Robard. Andrew Jackson posteriormente foi eleito Presidente dos Estados Unidos em 1828.
Coffee e Jackson trabalharam conjuntamente. Após o casamento de Coffee, Jackson vendeu suas quotas nas suas associações de negócios para Coffee, mediante notas promissórias. Após o casamento de Coffee, Jackson deu-lhe as notas como um presente ao casal. [carece de fontes?]

## Carreira
Coffee foi um mercador, especulador de terras e um escravocrata. Foi considerado como o mais equilibrado e o menos egoísta entre todos os amigos da vida de Andrew Jackson. Descrito como um homem deveras desajeitado, descuido no vestir e lento ao falar, Coffee também foi dito como sendo gentil, delicado e sábio. [carece de fontes?]
No começo de 1806, Coffee desafiou Nathaniel A. McNairy a um duelo por declarações públicas depreciativas sobre Jackson. O duelo aconteceu em 1º de março de 1806 na divisa do Tennessee com o Kentucky. McNairy atirou "antes da hora"  sem intenção, ferindo Coffee na coxa. Em compensação, McNairy ofereceu baixar sua pistola e dar a Coffee um tiro extra. As armas usadas neste duelo também foram utilizadas no duelo entre Jackson e Dickinson em 30 de Maio de 1806.

### Serviço na milícia
No início da Guerra de 1812, Coffee criou o 2º Regimento Voluntário de Fuzileiros Montados, composto em sua maioria pelos membros da milícia do Tennessee (e alguns originários do Alabama). Em dezembro de 1812, o governador Willie Blount recrutou a milícia do Tennessee em resposta a uma requisição do general James Wilkinson e do Secretariado da Guerra Americano. Sob o comando de Jackson, Coffee liderou 600 homens em janeiro de 1813 rumo à Natchez, Território do Mississippi, pela Natchez Trace. Eles atingiram-na antes do resto das tropas, que viajaram via barcos nos rios principais.
Após a reunião dos dois grupos em Natchez, Wilkinson e o governo americano dissolveram as tropas de Jackson. Eles retornaram a Nashville, atingindo-a em 18 de maio de 1813.
Em 4 de setembro de 1813, Coffee se viu envolvido no duelo entre Andrew Jackson e os irmãos Benton em Nashville. Ele chutou Thomas Benton um lance de escadas abaixo após Benton falhar em assassinar Jackson.
Em outubro de 1813, o 2º Regimento foi combinado com o Regimento de Cavalaria do coronel Cannon e o 1º Regimento Voluntário de Pistoleiros Montados para formar a brigada de infantaria montada da milícia. Coffee foi promovido a brigadeiro-general e posto em comando.
Coffee liderou sua brigada, a qual incluía libertos e guerreiros nativos americanos da Tribos do Sudeste aliadas, na Batalha de Nova Orleães. Eles desempenharam m papel fundamental na defesa das posições nas florestas ao leste da coluna britânica. A brigada de Coffee foi a primeira a envolver os britânicos em combate, disparando por detrás das árvores e arbustos.
Jackson escolheu o general Coffee como seu comandante avançado na Guerra Creek (concomitante com a Guerra de 1812), durante a qual ele comandou a maior parte da milícia estatal e dos aliados nativos. Sob Jackson, Coffee liderou sua brigada na Batalha de Tallushatchee, na Batalha de Talladega, e nas Batalhas de Emuckfaw e Enotachopo Creek, onde foi severamente ferido; e na Batalha de Horseshoe Bend. No fim, as tropas aliadas derrotaram definitivamente os Red Sticks, tradicionalistas creeks aliados aos britânicos.

## Vida posterior
Como pagamento por seu serviço na Guerra de 1812, a Coffee foram garantidos 2.000 acres de terra em Murfreesboro, Tennessee, os quais ele mais tarde transferiu à sua irmã Maria. Após vários investimentos falhos, Coffee começou a trabalhar como agrimensor. Em 1816 ele mapeou a linha de fronteira entre os Territórios do Alabama e Mississippi. Posteriormente, se mudou para um local próximo a Florence, Alabama.
Durante a presidência de Jackson (1829-1833), foi designado seu representante, juntamente com o Secretário da Guerra John Eaton, para negociar tratados com as Tribos do Sudeste Americano para concluir a remoção para o oeste do rio Mississippi e finalizar suas reivindicações de território. Esta política foi autorizada pelo Indian Removal Act de 1830.
Coffee negociou o Tratado de Dancing Rabbit Creek em 1830 com os choctaw, pelo qual entregaram sua terras no Sudeste; também deu início à negociação com os chickasaw, porém nenhum tratado com este povo foi concluído até depois de sua morte.
Coffee morreu em Florence, em 7 de julho de 1833, com 61 anos.

## Legado e honras
Os condados de Coffee, Alabama, e Coffee, Tennessee, e as cidades de Coffeeville, Coffee Springs (agora no Condado de Geneva mas formalmente parte do Condado de Coffee), no Alabama; Coffeeville, Mississippi e Fort Coffe, Oklahoma, foram nomeados em sua honra. A ponte da Natchez Trace Parkway através do rio Tennessee próxima a Florence, Alabama também recebe seu nome em homenagem a Coffee.